# Six Nations Cup 2013
De Six Nations Cup 2013 is een dartstoernooi georganiseerd door de England Darts Organisation (EDO), uitgevoerd onder auspiciën van de British Darts Organisation (BDO). Het toernooi werd gehouden van 22 februari 2013 tot en met 24 februari 2013 in De Cocksdorp, Nederland.

## Six Nations-opstellingen

### Mannen
| 1 | 2 | 3 |
| --- | --- | --- |
| Engeland Martin Atkins Glen Durrant Tony O'Shea Garry Thompson Scott Waites James WilsonPeter Melton (coach) | Ierland Sean McGowan Jason Cullen Terry McNulty Glen Spearing Radoslaw Szaganski Jason BarryBrian O'Ferrel (coach) | Nederland Benito van de Pas Wesley Harms Jan Dekker Dennis te Kloese Rick Hofstra Remco van EijdenDennis van Onselen (coach) |
| 4 | 5 | 6 |
| Noord-Ierland Colin McGarry Darren Clifford Barry Copeland Phillip Carson Darryl LougheryDave Lynas (coach)  | Schotland Ross Montgomery Alan Soutar Craig Baxter Colin Feeley Euan Callander Gary StoneJohn Cook (coach)         | Wales Martin Phillips Wayne Warren David Smith-Hayes Jonny Clayton Mark LaytonMalcolm Hawkins (coach)                        |

### Vrouwen
| 1                                                                                   | 2                                                                                             | 3                                                                                                |
| ----------------------------------------------------------------------------------- | --------------------------------------------------------------------------------------------- | ------------------------------------------------------------------------------------------------ |
| Engeland Lisa Ashton Lorraine Farlam Trina Gulliver Deta HedmanPeter Melton (coach) | Ierland Angela De Ward Angela McIntyre Caroline Breen Veronica SkeffingtonLiam Kerins (coach) | Nederland Aileen de Graaf Floortje van Zanten Sharon Prins Karin KrappenCees van Leeuwen (coach) |
| 4                                                                                   | 5                                                                                             | 6                                                                                                |
| Noord-Ierland Grace Crane Claire Neely Nicole DillonDave Lynas (coach)              | Schotland Lynn Cowan Frances Lawson Susanna Young Louise HepburnMoira Murray (coach)          | Wales Julie Gore Rhian Edwards Chris SavveryJohn Williams (coach)                                |

## Groepsfase vrouwen
vrijdag 22 februari 2013
- Groep 1
  -  Wales -  Engeland 1-8
  -  Engeland -  Noord-Ierland 9-0
  -  Noord-Ierland -  Wales 4-5

- Groep 2
  -  Nederland -  Schotland 4-5
  -  Schotland -  Ierland 6-3
  -  Ierland -  Nederland 1-8

## Groepsfase mannen
zaterdag 23 februari 2013
- Groep 1
  -  Noord-Ierland -  Engeland 7-18
  -  Engeland -  Ierland 16-9
  -  Ierland -  Noord-Ierland 12-13

- Groep 2
  -  Nederland -  Wales 21-4
  -  Wales -  Schotland 13-12
  -  Schotland -  Nederland 11-14

## Knock-out vrouwen en mannen
zondag 24 februari 2013
- 5e / 6e plaats
  -  Ierland -  Noord-Ierland 5-3 (vrouwen)
  -  Ierland -  Schotland 13-5 (mannen)
- halve finale
  -  Engeland -  Nederland 4-5 (vrouwen)
  -  Wales -  Schotland 5-3 (vrouwen)
  -  Engeland -  Wales 13-8 (mannen)
  -  Nederland -  Noord-Ierland 13-4 (mannen)
- finale
  -  Wales -  Nederland 5-3 (vrouwen)
  -  Nederland -  Engeland 13-9 (mannen)